# Фінаровський Григорій Абрамович
Григорій Абрамович Фінаровський (2 січня 1906, Шпола — 25 листопада 1979) — український композитор.

## Біографія
Закінчив Харківський музично-драматичний інститут (класа С. Богатирьова); 1952-73 — відповідальний секретар Харківської організації Спілки композиторів України.
Твори: Варіації для фортепіано і оркестри на тему українських народних пісень, музичної комедії — «Пальмовий острів», «Весна іде по місту» та ін., хорові твори, твори для фортепіано і віолончелі, солоспіви, серед ін. на слова Тараса Шевченка, дитячі пісні.